# Ministri presidenti delle Fiandre
Il Ministro presidente delle Fiandre (in olandese: Minister-president van Vlaanderen) in seguito alla fusione delle istituzioni, è allo stesso tempo presidente della regione fiamminga e della Comunità fiamminga. Questa posizione è stata creata nel 1981.

## Elenco
| Immagine | Ministro presidente (Nascita-Morte) | Partito  | Mandato                            |
| -------- | ----------------------------------- | -------- | ---------------------------------- |
|          | Gaston Geens (1931–2002)            | CVP      | 22 dicembre 1981 – 21 gennaio 1992 |
|          | Luc Van den Brande (1945)           | CVP      | 21 gennaio 1992 – 13 luglio 1999   |
|          | Patrick Dewael (1955)               | Open Vld | 13 luglio 1999 – 5 giugno 2003     |
|          | Bart Somers (1964)                  | Open Vld | 11 giugno 2003 – 20 luglio 2004    |
|          | Yves Leterme (1960)                 | CD&V     | 20 luglio 2004 – 27 giugno 2007    |
|          | Kris Peeters (1962)                 | CD&V     | 28 giugno 2007 – 25 luglio 2014    |
|          | Geert Bourgeois (1951)              | N-VA     | 25 luglio 2014 – 2 luglio 2019     |
|          | Liesbeth Homans (1973)              | N-VA     | 28 giugno 2007 – 2 luglio 2019     |
|          | Jan Jambon (1960)                   | N-VA     | 2 ottobre 2019 – in carica         |